# Vị Thanh
Vị Thanh ist die Hauptstadt der Provinz Hậu Giang in Vietnam. Sie befindet sich im Mekongdelta. Die Provinzstadt Vị Thanh hatte 2019 eine Einwohnerzahl von 73.322. In der eigentlichen Stadt leben davon 44.164. Die Stadt verfügt seit 2010 über das Stadtrecht und besitzt den Status einer Provinzstadt der 3. Klasse.

## Geschichte
Früher war Vị Thanh die Hauptstadt der Provinz Chương-Thiện in Südvietnam. Im Jahr 2004 wurde Vị Thanh die Hauptstadt der Provinz Hậu Giang.

## Galerie

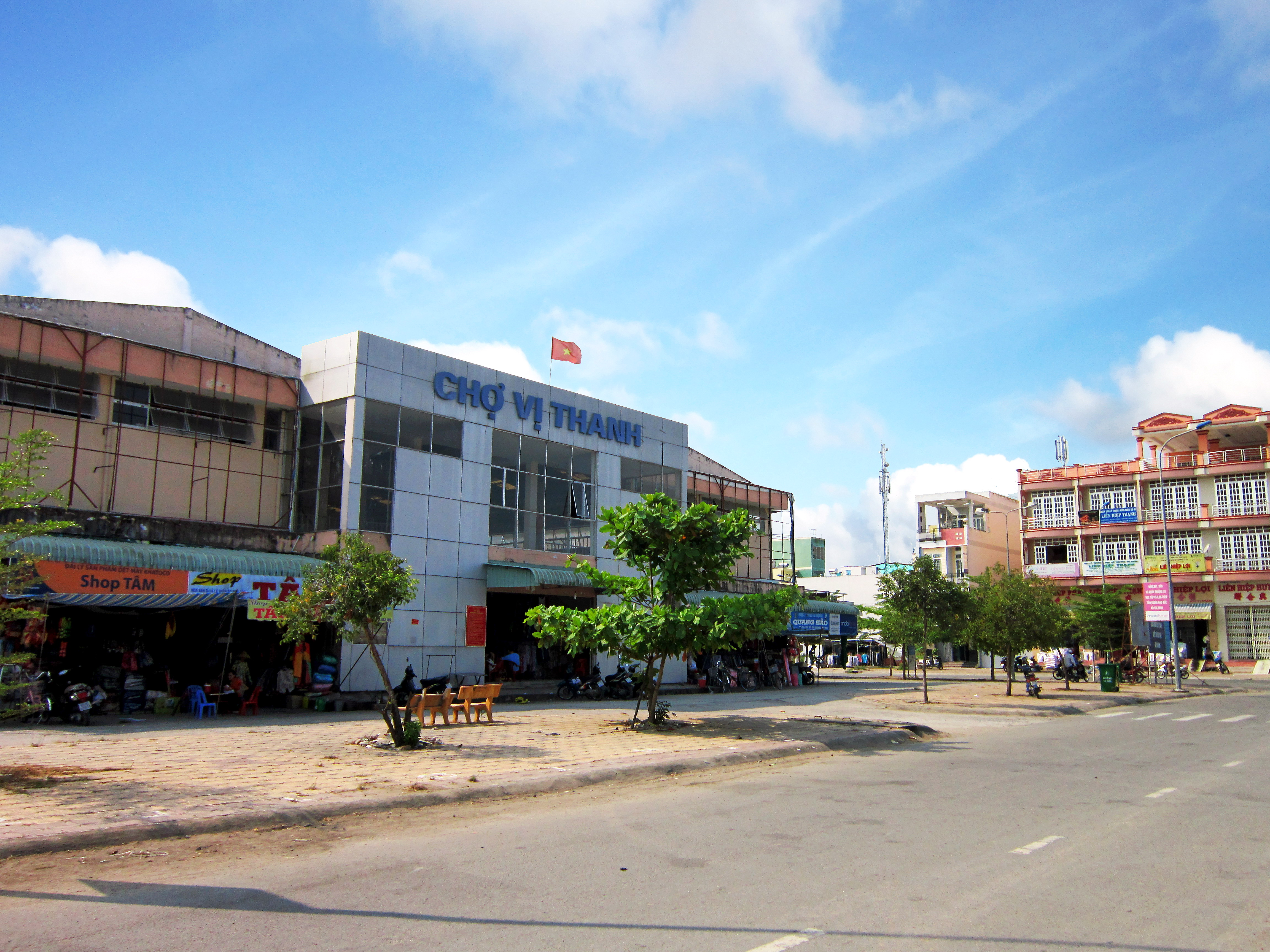
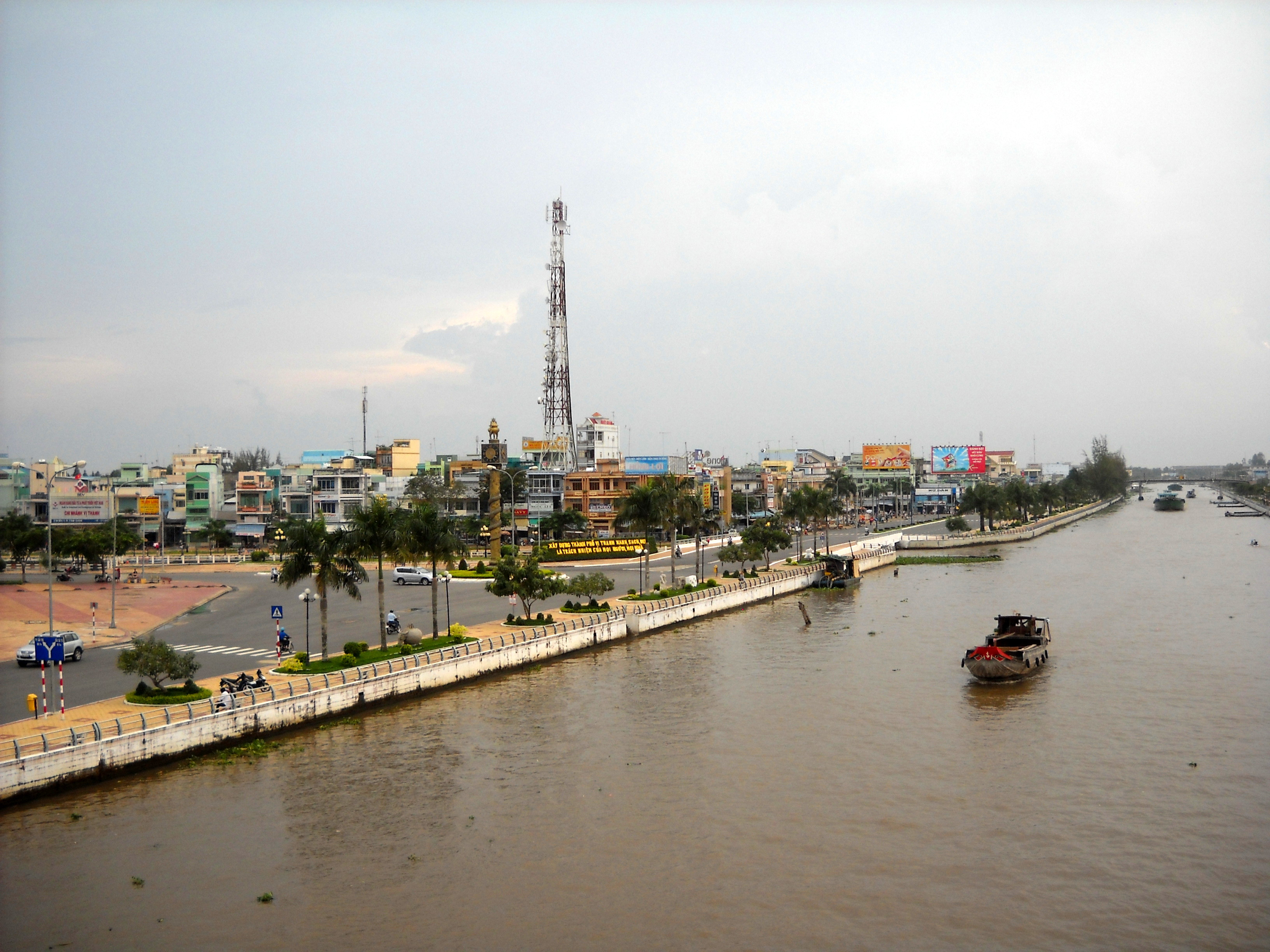